# 리정하오
리정하오(중국어 정체자: 李正皓, 병음: Lî Zhènghào, 1984년 6월 20일 ~ )는 타이완의 정치인이자 시사평론가이다. 